# 青山 (名古屋市)
青山（あおやま）は、愛知県名古屋市緑区の町名。現行行政地名は青山一丁目から青山四丁目。住居表示未実施。

## 地理
名古屋市緑区の中央部に位置し、東と北は鳴海町、東は漆山、南東と西は大高町、南西は倉坂に接する。

## 歴史

### 町名の由来
緑に包まれた景観、および鳴海町字諏訪山・石堀山の「山」による。

### 沿革
- 1978年（昭和53年）10月8日 - 緑区鳴海町の一部より、同区青山一～三丁目が成立[1]。
- 1984年（昭和59年）11月3日 - 三丁目の一部が漆山となる[1]。
- 2004年（平成16年）2月7日 - 大高町（字下小川・長坂・平部山の全域および字上小川・倉坂の一部）・鳴海町（字諏訪山の一部）の各一部より、青山四丁目が成立[WEB 6]。

## 世帯数と人口
2019年（平成31年）3月1日現在の世帯数と人口は以下の通りである。
| 丁目       | 世帯数    | 人口    |
| ---------- | --------- | ------- |
| 青山一丁目 | 190世帯   | 464人   |
| 青山二丁目 | 418世帯   | 966人   |
| 青山三丁目 | 145世帯   | 271人   |
| 青山四丁目 | 370世帯   | 915人   |
| 計         | 1,123世帯 | 2,616人 |

### 人口の変遷
国勢調査による人口の推移
| 1995年（平成7年）  | 1,578人 | [ WEB 7 ]  |  |
| 2000年（平成12年） | 1,632人 | [ WEB 8 ]  |  |
| 2005年（平成17年） | 2,517人 | [ WEB 9 ]  |  |
| 2010年（平成22年） | 2,550人 | [ WEB 10 ] |  |
| 2015年（平成27年） | 2,581人 | [ WEB 11 ] |  |

## 学区
市立小・中学校に通う場合、学校等は以下の通りとなる。また、公立高等学校に通う場合の学区は以下の通りとなる。なお、小・中学校は学校選択制度を導入しておらず、番毎で各学校に指定されている。
| 丁目       | 小学校                                      | 中学校                                      | 高等学校普通科 |
| ---------- | ------------------------------------------- | ------------------------------------------- | -------------- |
| 青山一丁目 | 名古屋市立緑小学校                          | 名古屋市立左京山中学校                      | 尾張学区       |
| 青山二丁目 | 名古屋市立緑小学校                          | 名古屋市立左京山中学校                      | 尾張学区       |
| 青山三丁目 | 名古屋市立緑小学校                          | 名古屋市立左京山中学校                      | 尾張学区       |
| 青山四丁目 | 名古屋市立平子小学校 名古屋市立大高北小学校 | 名古屋市立左京山中学校 名古屋市立大高中学校 | 尾張学区       |

## 施設
- 名古屋市緑区役所
- 緑警察署
- 青山公園

1987年（昭和62年）4月1日供用開始。
- 青山南公園

1979年（昭和54年）4月1日供用開始。
- 長坂公園

1988年（昭和63年）4月1日供用開始。

## その他

### 日本郵便
- 郵便番号 : 458-0833[WEB 3]（集配局：緑郵便局[WEB 15]）。

### WEB
1. ↑  “愛知県名古屋市緑区の町丁・字一覧”.   人口統計ラボ. 2019年3月31日閲覧。
2. 1 2  “町・丁目(大字)別、年齢(10歳階級)別公簿人口(全市・区別)”.   名古屋市 (2019年3月20日). 2019年3月21日閲覧。
3. 1 2  “郵便番号”.  日本郵便. 2019年3月17日閲覧。
4. ↑  “市外局番の一覧”.   総務省. 2019年1月6日閲覧。
5. ↑  “緑区の町名一覧”.   名古屋市 (2015年10月21日). 2019年3月31日閲覧。
6. ↑  “緑区の一部で町名・町界を変更”.   名古屋市. 2004年1月20日時点のオリジナルよりアーカイブ。2021年12月29日閲覧。
7. ↑  総務省統計局 (2014年3月28日). “平成7年国勢調査の調査結果(e-Stat) - 男女別人口及び世帯数 －町丁・字等”. 2019年3月23日閲覧。
8. ↑  総務省統計局 (2014年5月30日). “平成12年国勢調査の調査結果(e-Stat) - 男女別人口及び世帯数 －町丁・字等”. 2019年3月23日閲覧。
9. ↑  総務省統計局 (2014年6月27日). “平成17年国勢調査の調査結果(e-Stat) - 男女別人口及び世帯数 －町丁・字等”. 2019年3月23日閲覧。
10. ↑  総務省統計局 (2012年1月20日). “平成22年国勢調査の調査結果(e-Stat) - 男女別人口及び世帯数 －町丁・字等”. 2019年3月23日閲覧。
11. ↑  総務省統計局 (2017年1月27日). “平成27年国勢調査の調査結果(e-Stat) - 男女別人口及び世帯数 －町丁・字等”. 2019年3月23日閲覧。
12. ↑  “市立小・中学校の通学区域一覧”.   名古屋市 (2018年11月10日). 2019年1月14日閲覧。
13. ↑  “平成29年度以降の愛知県公立高等学校（全日制課程）入学者選抜における通学区域並びに群及びグループ分け案について”.   愛知県教育委員会 (2015年2月16日). 2019年1月14日閲覧。
14. 1 2 3  “都市公園の名称、位置及び区域並びに供用開始の期日” (2019年5月1日). 2019年11月3日閲覧。
15. ↑  “郵便番号簿 平成29年度版” (PDF).   日本郵便. 2019年3月31日閲覧。

### 書籍
1. 1 2 3  名古屋市計画局 1992, p. 864.
2. ↑  名古屋市計画局 1992, p. 631.